# Microtityus barahona
Espèce
Microtityus barahona est une espèce de scorpions de la famille des Buthidae.

## Distribution
Cette espèce est endémique de République dominicaine. Elle se rencontre dans la Sierra de Baoruco dans les provinces de Barahona et d'Independencia.

## Description
La femelle holotype mesure 24,95 mm et la femelle paratype 25,20 mm.

## Étymologie
Son nom d'espèce lui a été donné en référence au lieu de sa découverte, la province de Barahona.

## Publication originale
- Armas & Teruel, 2012 : « Revisión del género Microtityus Kjellesvig-Waering, 1966 (Scorpiones: Buthidae) en República Dominicana. » Revista Iberica de Arachnologia, no 21, p. 69-88 (texte intégral).